# Товкачі
Товкачі́ — село в Україні, у Гладковицькій сільській територіальній громаді Коростенського району Житомирської області. Населення становить 324 особи (2001).

## Історія
Засноване у 1879 році.
У 1923—54 роках — адміністративний центр Товкачівської сільської ради Овруцького району.

## Населення

### Мова
Розподіл населення за рідною мовою за даними перепису 2001 року:
| Мова       | Кількість | Відсоток |
| ---------- | --------- | -------- |
| українська | 2         | 100%     |